# بافل بوري
بافيل فلاديميروفيتش بوري (وُلد في 31 مارس 1971) هو لاعب هوكي جليد روسي محترف سابق، لعب في مركز الجناح الأيمن. لُقّب بـ “الصاروخ الروسي” نظرًا لسرعته. لعب بوري لمدة 12 موسمًا في دوري الهوكي الوطني مع فرق فانكوفر كاناكس، فلوريدا بانثرز، ونيويورك رينجرز بين عامي 1991 و2003. تلقى تدريبه في الاتحاد السوفيتي، ولعب ثلاثة مواسم مع فريق الجيش الأحمر المركزي قبل أن يبدأ مسيرته في دوري الهوكي الوطني.

## مسيرتة
اختير في المركز الـ113 في مسودة دخول دوري الهوكي الوطني لعام 1989 من قبل فريق فانكوفر كانوكس، وبدأ مسيرته في دوري الهوكي الوطني خلال موسم 1991-1992، وفاز بجائزة كالدر التذكارية كأفضل لاعب مبتدئ في الدوري. تصدر بوري قائمة هدافي الدوري في موسم 1993-1994 وساهم في وصول فريق كانوكس إلى نهائيات كأس ستانلي عام 1994. بعد سبعة مواسم، انتقل بوري إلى فريق فلوريدا بانثرز، حيث فاز بجائزتي “روكيت ريتشارد” المتتاليتين كأفضل هداف في الدوري. عانى بوري من إصابات متكررة في الركبة طوال مسيرته، ما أدى إلى اعتزاله في عام 2005 كلاعب في فريق نيويورك رينجرز، رغم أنه لم يلعب منذ عام 2003. حقق بوري معدلًا أعلى من نقطة لكل مباراة خلال مسيرته في دوري الهوكي الوطني (779 نقطة مع 437 هدفًا في 702 مباراة)، ويحتل المركز الرابع تاريخيًا في معدل الأهداف لكل مباراة.بعد ست سنوات من التأهل، انتُخب بوري في قاعة مشاهير الهوكي في يونيو 2012. وفي عام 2017، اختارته لجنة من دوري الهوكي الوطني ضمن قائمة “أعظم 100 لاعب في تاريخ دوري الهوكي الوطني”.